# 2656 Evenkia
2656 Evenkia este un asteroid din centura principală, descoperit pe 25 aprilie 1979 de Nikolai Cernîh.